# Raubvogel-Klasse
Das Torpedoboot 1923 (nach dem Typschiff auch Möwe-Klasse oder auch als Raubvogel-Klasse bezeichnet) war ein Klasse von sechs Torpedobooten der deutschen Reichs- und später Kriegsmarine die in den 1920er Jahren gebaut wurden und im Zweiten Weltkrieg zum Einsatz kamen.

## Entwurf
Als der erste neue Torpedobootentwurf nach dem Ersten Weltkrieg sollten die Boote die veralteten Vorkriegsboote aus den Jahren 1907 bis 1913, die der Reichsmarine verblieben waren, ersetzen. Der Zwang, schnell Ersatz zu beschaffen, und die Auflagen des Versailler Vertrages schränkten die Freiheit bei der Konstruktion weit ein, weshalb sie in Aussehen und Technik ihren Vorgängern aus den Kriegsjahren, den letzten Torpedobooten der Kaiserlichen Marine H 145 – H 147, weitgehend entsprachen und somit in der Leistungsfähigkeit allein aufgrund der limitierten Verdrängung hinter zeitgenössischen alliierten Entwürfen zurückblieben.
Der Versailler Vertrag enthielt eine Begrenzung der Tonnage für Zerstörer auf 800 ts als Standardverdrängung, Einsatz- bzw. Maximalverdrängung durften darüber liegen. Die Steigerung der Bewaffnung und Größe und somit auch der Verdrängung, die der Schiffstyp in den letzten Jahren in anderen Marinen erfahren hatte, konnte somit nicht in einen neuen Entwurf einfließen, wenn er sich an diese Vorgabe halten wollte. Längsspant- bzw. Längsträgerbau sowie der Einsatz der neuen elektrischen Schweißtechnik anstatt der herkömmlichen Nietung reduzierten das Gewicht des Rumpfes, trotzdem lag die Standardverdrängung mit 923 ts über den vorgegebenen Grenzen. Offiziell wurde sie weiterhin mit 800 ts angegeben.

## Geschichte
Die Entwurfsarbeiten wurden 1923 begonnen. Der erste Torpedobootneubau wurde mit dem Haushaltsjahr 1924 finanziert. Die spätere Möwe diente als Prototyp für die weiteren Bauten ihrer Klasse. Diese wurden im Haushalt 1925 bewilligt. Mit Indienststellung der Möwe konnte das alte Torpedoboot T 175 am 23. September 1926 ausgemustert werden; die übrigen fünf Boote ersetzten 1927 T 139, T 141, T 143, T 149 und T 168.

## Einheiten
| Kennung | Name     | Bauwerft                        | Kiellegung        | Stapellauf         | Indienststellung | Verbleib                                                        |
| ------- | -------- | ------------------------------- | ----------------- | ------------------ | ---------------- | --------------------------------------------------------------- |
| MÖ      | Möwe     | Reichsmarinewerft Wilhelmshaven | 2. März 1925      | 24. März 1926      | 1. Oktober 1926  | gesunken im Hafen von Le Havre am 15. Juni 1944 bei Luftangriff |
| GR      | Greif    | Reichsmarinewerft Wilhelmshaven | 5. Oktober 1925   | 15. Juli 1926      | 15. Juli 1927    | gesunken am 23. Mai 1944                                        |
| SE      | Seeadler | Reichsmarinewerft Wilhelmshaven | 5. Oktober 1925   | 15. Juli 1926      | 15. März 1927    | am 13. Mai 1942 von britischem Torpedo getroffen und gesunken   |
| AT      | Albatros | Reichsmarinewerft Wilhelmshaven | 5. Oktober 1925   | 15. Juli 1926      | 15. Mai 1927     | gestrandet am 10. April 1940 in Norwegen                        |
| KO      | Kondor   | Reichsmarinewerft Wilhelmshaven | 17. November 1925 | 22. September 1926 | 15. Juli 1928    | zerstört am 31. Juli 1944                                       |
| FK      | Falke    | Reichsmarinewerft Wilhelmshaven | 17. November 1925 | 29. September 1926 | 15. Juli 1928    | gesunken im Hafen von Le Havre am 15. Juni 1944 bei Luftangriff |

## Technische Beschreibung

### Rumpf
Der Rumpf eines Torpedoboots 1923 war unterteilt in 13 wasserdichte Abteilungen, mit ausgedehnten Doppelboden, teilweise geschweißt und in Querspant-Längsbänderbauweise aus Torpedobootstahl ausgeführt. Die Länge über alles betrug 88,5 Meter, die maximale Breite 8,25 Meter und der Tiefgang 3,65 Meter, bei einer Standardverdrängung von 938 Tonnen und einer Einsatzverdrängung von 1.310 Tonnen. Die Möwe als Typboot der Klasse unterschied sich geringfügig von den anderen Booten. Sie war in der Länge über alles um 1,5 Meter, in der Kielwasserlinie um 1,03 Meter kürzer und hatte eine Standardverdrängung von 811 Tonnen (797 ts) bzw. Einsatzverdrängung von 1.232 Tonnen (1.213 ts). Auch erhielt sie ein rundes Heck, bei den anderen fünf Booten wurde dieses widerstandsgünstiger als Spiegelheck ausgeführt.
Zur Verbesserung der Seegängigkeit wurde, während des Zweiten Weltkrieges, die Höhe der Brücke und der Masten verringert.

### Antrieb
Der Antrieb erfolgte durch drei ölbefeuerte Dampferzeuger – Marinekessel – und zwei Getriebeturbinensätze, womit eine Gesamtleistung von 23.000 PS (16.916 kW) erreicht wurden. Die erzeugte Leistung wurde an zwei Antriebswellen mit je einer Schraube abgegeben. Die Höchstgeschwindigkeit betrug 33 Knoten (61 km/h) und die maximale Fahrstrecke 1.800 Seemeilen (3.334 km) bei 17 Knoten, wofür 321 Tonnen Kraftstoff gebunkert werden konnten. Die erreichbare Geschwindigkeit war bei Möwe um einen Knoten geringer, betrug also nur 32 Knoten, auch da die Antriebsanlage mit 22.000 PS weniger Leistung zur Verfügung stellte.

### Bewaffnung

#### Artillerie
Die Artilleriebewaffnung bestand aus drei 10,5-cm-Schnelladekanonen L/45 in Utof-Einzellafette. Diese waren in Bootsmittellinie, eines vor dem Brückenaufbau und zwei hinter bzw. auf dem achteren Deckshaus aufgestellt.

#### Flugabwehr
Die Flugabwehrbewaffnung bestand in den 1930er Jahren aus zwei 2-cm-Flak C/30 in Einzellafette. Während des Krieges wurden zu deren Verstärkung zwei zusätzliche 2-cm-Geschütze vor dem mittleren 10,5-cm-Geschütz eingebaut, die 1942 durch einen 2-cm-Vierling C/38 ersetzt wurden. Im selben Jahr ersetzte ein weiteres 2-cm-Einzelgeschütz den optischen Entfernungsmesser achtern.

#### Torpedos
Die Torpedobewaffnung bestand aus zwei, um 360° schwenkbaren, Dreifachtorpedorohrsatz im Kaliber 50 cm. Diese war in Bootsmittellinie, zwischen den beiden Schornsteinen und dem zwischen dem achteren Feuerleitstand und achteren Deckshaus. Im Rahmen der allgemeinen Kaliberumstellung in der Reichsmarine erhielten alle Boote ab 1931 anstelle der sechs Torpedorohre im Kaliber von 50 cm solche mit einem Kaliber von 53,3 cm.

#### Sensoren

##### Radar
Im Jahr 1943 wurden die noch vorhandenen Boote mit einem Funkmessbeobachtungsgerät (passive Ortung gegnerischer Radaranlagen) im vorderen Mast des Typs FuMB Ant. 4 „Sumatra“ ausgerüstet. Diesem folgte 1944 auf den noch vorhandenen Schiffen, im vorderen und achteren Mast, ein Funkmessgerät (aktive Radarortung) des Typs FuMO 63.